# Chiesa di Santa Lucia alle Botteghe Oscure
La chiesa di Santa Lucia alle Botteghe Oscure era una chiesa di Roma, nel rione Pigna. Essa si trovava in via dell'Arco dei Ginnasi.
Antichi cataloghi medievali attestano l'esistenza nel rione di una chiesa dedicata a santa Lucia, con diversi appellativi: de Apothecis, in apothecis oscuris, iuxta arcum obscurum, delle Pontiche oscure, alle botteghe oscure, de calcarario. Il riferimento è ai fornici del circo Massimo, oppure ai forni di calce (o calcare) presenti nella contrada. La chiesa medievale fu completamente ricostruita dal cardinale Domenico Ginnasi nel 1630, annessa ad un collegio: da qui il nome seicentesco di “Santa Lucia dei Ginnasi”.
La chiesa era ornata con pitture della nipote del cardinale, Caterina Ginnasi. Tra queste si ricordano: Il martirio di santa Lucia sopra l'altare maggiore; l’Ultima cena e un San Biagio martire.
La chiesa fu distrutta tra il 1938 ed il 1941 per l'allargamento di via delle Botteghe Oscure; di essa non resta più niente, eccetto il portale d'ingresso della chiesa, sormontato da una Madonnina, che oggi fa da portale d'entrata del monastero delle Maestre Pie Filippini; altri arredi interni della chiesa, tra cui alcune tele di Caterina Ginnasi, si trovano nella cappella del palazzo Ginnasi (ricostruzione moderna dell'antico palazzo).